# Bestia occidentalis
Bestia occidentalis là một loài Rêu trong họ Leucodontaceae. Loài này được (Kindb.) Grout mô tả khoa học đầu tiên năm 1934.